# Tyler Harvey
Tyler Jordon Harvey (Torrance, California, 17 de julio de 1993) es un baloncestista estadounidense que pertenece a la plantilla de los Illawarra Hawks de la NBL Australia. Con 1,93 metros de estatura, juega en la posición de base o escolta.

## Trayectoria deportiva

### Universidad
Jugó tres temporadas con los Eagles de la Universidad de Washington Oriental, en las que promedió 18,6 puntos, 3,5 rebotes y 2,3 asistencias por partido. En su última temporada fue el máximo anotador de la NCAA, tras promediar 23,1 puntos por partido.
Fue elegido en sus dos últimas temporadas en el mejor quinteto de la Big Sky Conference.

### Profesional
El 25 de junio de 2015, fue seleccionado en la quincuagésimo primera posición del Draft de la NBA de 2015 por Orlando Magic. En 31 de octubre fichó por los Erie BayHawks, filial de los Magic en a NBA D-League. Disputó 37 partidos, en los que promedió 11,9 puntos y 2,4 rebotes.
En 22 de julio de 2016 fichó por el Auxilium Torino de la liga italiana.
[actualizar]
El 19 de julio de 2019 firma con el Ratiopharm Ulm de la Basketball Bundesliga.
El 28 de julio de  2020 firma por una temporada con los Illawarra Hawks de la NBL australiana.
Renueva con los Hawks por tres años el 9 de julio de 2021.
El 9 de mayo de 2024 extiende su contrato con los Hawks por otros tres años. Al término de la temporada 2024-25 fue elegido en el mejor quinteto y ganaron el título.
Antes, en junio de 2024, firmó brevemente con Cangrejeros de Santurce de la Baloncesto Superior Nacional.